# Dekanat Krynki
Dekanat Krynki – jeden z 13 dekanatów w rzymskokatolickiej archidiecezji białostockiej.

## Parafie
W skład dekanatu wchodzą 4 parafie:
- parafia św. Anny w Krynkach
- parafia NMP Pośredniczki Łask i św. Agaty w Minkowcach
- parafia Matki Bożej Miłosierdzia w Podlipkach
- parafia św. Wincentego Ferreriusza i św. Bartłomieja Apostoła w Szudziałowie

## Sąsiednie dekanaty
Białystok – Dojlidy, Sokółka, Wasilków